# Philippe Watrelot
Philippe Watrelot, né le 23 juillet 1959  à Savigny-sur-Orge, est un professeur français agrégé en sciences économiques et sociales, formateur à l'Institut national supérieur du professorat et de l'éducation de Sorbonne Université et ancien président du Cercle de recherche et d'action pédagogiques de 2007 à 2015. Il a été président du Conseil national de l'innovation pour la réussite scolaire (Cniré). Il se spécialise dans l'étude de la méritocratie scolaire, le système éducatif français, ainsi que dans les questions d'égalité des chances.

## Formation
Titulaire d'une maîtrise d'économie de l'université Paris I Panthéon-Sorbonne, Philippe Watrelot prépare un CAPES à l'Institut d'études politiques de Paris et obtient son agrégation en 1995 et enseigne les sciences économiques et sociales au lycée de Montgeron jusqu'en 2000 puis au lycée français de New York. Il enseigne actuellement au lycée Jean-Baptiste-Corot de Savigny-sur-Orge.

### Carrière professionnelle
Le 29 mars 2017, il remet à la ministre de l'Éducation nationale, de l'Enseignement supérieur et de la Recherche, Najat Vallaud-Belkacem, le rapport « Innover pour une École plus juste et plus efficace » des travaux 2016-2017 du Conseil national de l'innovation pour la réussite scolaire qu'il a présidé,. De 2015 à 2017, il intervient régulièrement dans l'émission hebdomadaire Rue des Écoles de France Culture consacrée aux questions éducatives et rédige des chroniques pour le magazine économique Alternatives économiques,,.

## Publications
- Je suis un pédagogiste, Gommer les clichés, construire une nouvelle école. Paris ESF-Sciences Humaines 2021
- Innover pour une École plus juste et plus efficace, Rapport du Cniré 2016-2017 par l'ensemble de ses membres sous la présidence de Philippe Watrelot, 2017.
- Enseigner est un métier qui s’apprend. Collectivement dans Après-demain, Paris, Association Après-demain, 2017.
- Avec Jean-Paul Robin, IV. Le travail par compétences dans Les Sciences économiques et sociales sous la direction de Marjorie Galy, Erwan Le Nader et Pascal Combemale, Paris, La Découverte, 2015.
- Modalités de recrutement et de formation des enseignants : verrous et leviers dans Administration & éducation, Paris, Association Française des Acteurs de l'Éducation, 2014.
- Animer des formations, outils et dispositifs dans les Cahiers pédagogiques, HS numérique N° 23, décembre 2011.
- Avec Richard Étienne, Egalité des chances ou école démocratique ? dans les Cahiers pédagogiques N°467, novembre 2008.